# Siegfried Krug
Pour les articles homonymes, voir Krug.
 (octobre 2018).
Siegfried Krug, né le 22 juillet 1939 à Stettin en province de Poméranie et mort le 6 juillet 1968 à Berlin-Est, est l'une des victimes les plus mystérieuses du Mur de Berlin.

## Jeunesse
Déplacée par la Seconde Guerre mondiale, la famille Krug s'établit à Erfurt. À la fin de la guerre, la ville se trouve dans le secteur soviétique de l'Allemagne, qui en 1949 devient la République démocratique allemande (RDA). À l'issue de sa scolarité, Siegfried Krug devient électricien. Il cache à peine ses opinions politiques pro-occidentales, et passe à l'ouest vers 1960. Sa sœur et sa mère le suivent, et s'installent à Marbourg, tandis que lui-même vit à Francfort. Il est employé comme vendeur d'abonnements à des journaux, faisant du porte-à-porte.

## Actions à Berlin, et décès
Le 5 juillet 1968, Krug prend un vol de Francfort à Berlin-Ouest. Il confie à sa fiancée et à sa sœur qu'il pourrait être absent un certain temps. Il passe une nuit à l'hôtel, puis, le lendemain soir, prend le S-Bahn et descend à la gare de Friedrichstraße, poste-frontière entre Berlin-Ouest et Berlin-Est. Il traverse légalement la frontière, et se dirige vers la porte de Brandebourg. Étant à quelques mètres du Mur, côté-est, celle-ci se trouve dans la zone interdite.

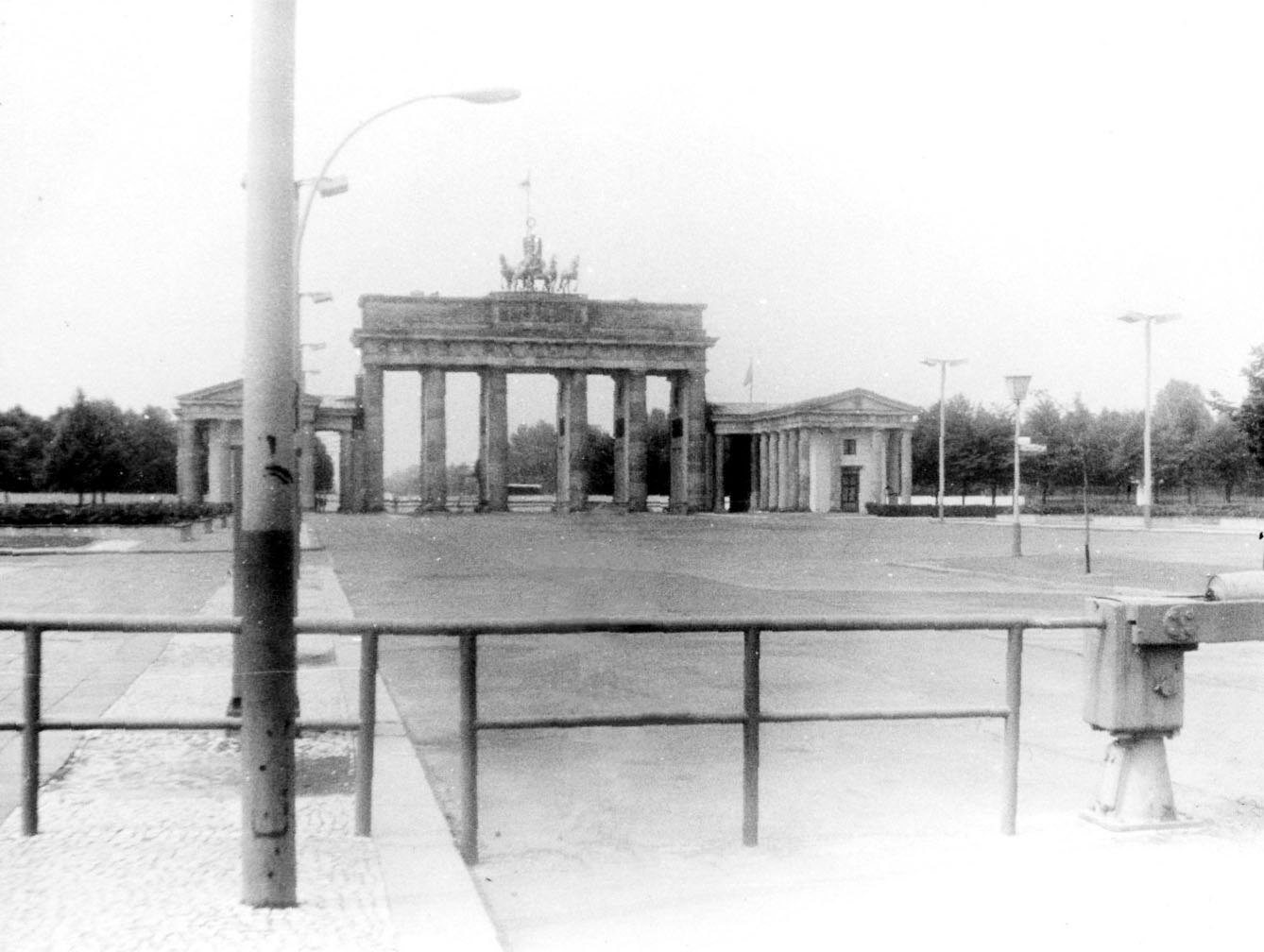
Pariser Platz, zone interdite à partir des années 1960. Dans cette photographie prise en 1982, le Mur de Berlin est visible en arrière-plan, juste derrière la porte de Brandebourg, au fond de la place déserte.

Il passe à pied sous la barrière qui dénote la limite de la zone interdite, et marche d'un pas régulier vers le monument, traversant la place Pariser Platz totalement déserte. Les raisons de cette action demeurent inconnues. Il porte à la main un attaché-case contenant notamment 1 100 Deutschmarks ouest-allemands en large coupures. Il approche d'un garde « comme si ce qu'il fait est la chose la plus naturelle du monde ». Lorsque le garde lui signale qu'il est dans une zone interdite aux civils, il répond calmement : « Je n'en ai rien à faire. Je veux aller à la porte de Brandebourg ». Il passe devant le garde sans se hâter et continue son chemin. Le garde l'avertit une seconde fois, puis tire un coup de semonce en l'air. Deux autres gardes accourent, et tentent de lui barrer le chemin. Il les contourne en marchant, toujours sans courir. L'un des gardes l'avertit qu'il ouvrira le feu s'il ne s'arrête pas. « Vous n'êtes pas en train de tirer », répond calmement Krug, et continue sans se presser.
Le premier garde tire en l'air plusieurs fois. Krug s'arrête, se retourne, et marche directement vers lui. Le garde lui ordonne de s'arrêter, ou de se diriger vers le poste de commande frontalier. Krug l'ignore et marche droit sur lui sans un mot. Le garde le braque de son arme, hésite, puis tire lorsque Krug est sur le point de l'atteindre. Atteint au torse, Sigfried Krug est emmené à l'hôpital, où il décède une heure plus tard. Le garde est récompensé d'une médaille, malgré le rapport négatif d'un officier supérieur qui estime qu'il aurait été possible de maîtriser facilement l'intrus sans le tuer.
Les autorités n'informent ni la famille de Krug, ni le gouvernement de la RFA qu'un citoyen ouest-allemand a été abattu sur la Pariser Platz. Sa famille n'apprend sa mort qu'en 1991, après la réunification de l'Allemagne. Les autorités enquêtent alors sur les circonstances de son décès. Le garde qui a abattu Siegfried Krug est inculpé, reconnu coupable d'homicide pour avoir tiré sur « un intrus sans arme et sans défense qui n'était pas dangereux » ; il est condamné à deux ans de liberté surveillée avec mise à l'épreuve.